# Ines Pellegrini
Ines Pellegrini (7 de noviembre de 1954) es una actriz italiana de origen eritreo.

## Carrera

### Inicios
Aunque nació en Milán, Pelligrini pasó su infancia en Eritrea, asistiendo a escuelas italianas antes de regresar al país europeo con su padre adoptivo en la década de 1970. Debutó en 1973 en Il brigadiere Pasquale Zagaria ama la mamma e la polizia. 

### Reconocimiento
Su carrera fue lanzada por Pier Paolo Pasolini, quien la eligió para realizar el papel de Zumurrud en Las mil y una noches (1974). También apareció en la última película de Pasolini, Saló o los 120 días de Sodoma (1975).
Sobre ella, Pasolini escribió: "Cuando vi a una eritrea-italiano mestiza, casi lloré apreciando sus pequeños e irregulares rasgos, perfectos como los de una estatua de metal, escuchando su alegre e intrigante italiano, y viendo esos ojos, perdidos en una suplicante incertidumbre".
Más tarde, Pellegrini se convirtió en una estrella menor en el cine de género italiano, incluyendo producciones como Eyeball (1975), La madama (1976), Blue Belle (1976), Una bella governante di colore (1978) y War of the Robots (1978), apareciendo en 16 películas entre 1974 y 1981. A mediados de los años 1980 dejó el mundo del espectáculo y se trasladó a Los Ángeles, donde abrió una tienda de antigüedades en el centro de la ciudad.